# Crnogorska crkva 1852.-1918. (knjiga)
Crnogorska crkva 1852-1918.: Studija sa zbirkom dokumenata o Pravoslavnoj crkvi u Knjaževini/Kraljevini Crnoj Gori autora crnogorskoga povjesničara dr. Živka Andrijaševića, tiskana je 2008. u nakladi Filozofskog fakulteta u Nikšiću. 
Andrijaševićeva knjiga se sastoji od poglavlja (orig.): 
- Predgovor
- Istorijat institucije (1220. – 1851.)
- Vlast države nad Crkvom (1851. – 1878.)
- Unutrašnja organizacija i uređenje Pravoslavne crkve poslije 1878. godine
- Država i Crkva
- Život pod okupacijom i nestanak poslije oslobođenja
- Autokefalnost Crnogorske crkve
- Zaključak

Autor je objavio 119 arhivskih dokumenata koji bjelodano svjedoče o autokefalnosti i životu Crnogorske crkve kao važne duhovne ustanove u razvoju crnogorske nacionalne svijesti.